# Langues cahuapananes
Les langues cahuapananes sont une petite famille de langues amérindiennes d'Amérique du Sud, parlées dans le Nord-Ouest de l'Amazonie, au Pérou.

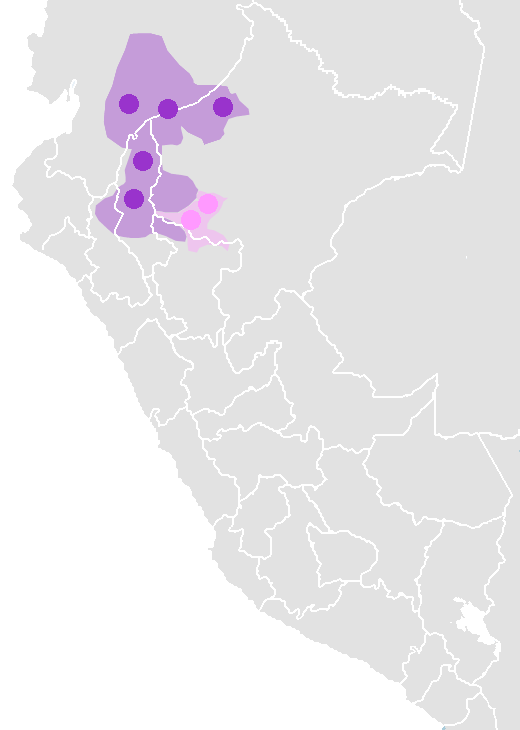
Les langues cahuapananes, en rose, sont voisines des langues jivaro (en violet).

## Classification
Les langues cahuapananes sont seulement au nombre de deux:
- Le chayahuita ou shawi
- Le jebero ou shiwilu